# Kathy Willensová
Kathy Ann Willensová (nepřechýleně Kathy Willens; 8. prosince 1949 – 16. července 2024) byla americká fotografka a fotožurnalistka. Jedna z prvních fotoreportérek, které pracovaly pro Associated Press, nafotila během své 45leté kariéry více než 90 000 snímků.

## Životopis
Kathy Ann Willensová se narodila 8. prosince 1949 v Detroitu ve státě Michigan G. Lionelu a Gertrude Willensovým. Její otec vlastnil klenotnictví a matka byla dentální hygienistka. Měla dva starší bratry, Alana Rushe Willense (* 1936) a Johna Stuarta Willense (* 1939)  Vyrůstala ve Farmington Hills v Michiganu a její otec byl vášnivým fanouškem fotografování, s vlastní fotografickou komorou.
Po absolvování vysoké školy získala Willensová svou první práci v bulvárním deníku na předměstí Detroitu Spinal Column. Vydělala 5 dolarů za každou svou fotografii, kterou zveřejnila.
Po několika měsících se přestěhovala do Miami na Floridě poté, co získala místou vedoucí laborantky ve fotografické laboratoři v novinách Miami News. Poté, co starší zaměstnanec odešel do důchodu, získala práci fotografky na plný úvazek. Pro noviny na Floridě pracovaly jen dvě další fotografky, o kterých věděla, Mary Lou Foy z Miami Herald a Ursula Seemannová z Ft. Lauderdale Sun Sentinel. Zbytek jejích kolegů na Floridě byli muži ve středním a starším věku.
Willensová později řekla, že od ženských fotoreportérů byla velká očekávání. Také neustále pracovala. Když byl nezajímavý zpravodajský den, její redaktor po ní požadoval, aby fotografovala ženy na pláži. "Byla to ženská libůstka a myslela jsem si, že je nepřijatelné, abych to po mně žádal," řekla. Vyfotografovala tedy ženu v bikinách, nechala obrázek zvětšit do velikosti plakátu, připevnila ho na zeď své kanceláře a všem říkala, že to byl poslední takový snímek, který pořídila.

## Associated Press
Fotografický editor z Miami pro Associated Press byl ohromen její prací. Když fotoreportér AP odešel do důchodu, Willensová se stala jeho náhradou.
Tři z jejích nejznámějších snímků vznikly v roce 1977. Tenistku Billie Jean Kingovou vyfotografovala 2. dubna 1977 během vítězství nad Kerry Melville Reidovou na Family Circle Cup Tennis Classic.  Kingové se fotka natolik líbila, že se stala titulní stranou autobiografie z roku 2021 All In. Willensová také fotografovala státní návštěvu královny Alžběty II. na Bahamách v říjnu a mistra světa v těžké váze boxera Muhammada Aliho, jak trénuje v 5. Street Gym v Miami Beach v prosinci. Bylo to poprvé, co fotografovala Aliho, protože byl blízko konce kariéry. (V době jeho největší slávy AP vždy posílala vyšší zaměstnance.)
Willensová rozsáhle pokrývala lodní výtah Mariel, když 1700 soukromých lodí přivezlo do Spojených států mezi dubnem a říjnem 1980 téměř 125 000 Kubánců. Její fotografie miamského remorkéru přetíženého kubánskými uprchlíky se stala dalším z jejích nejznámějších snímků.
Pokusila se zachytit první noc McDuffieho nepokojů v roce 1980, tří dnů rasových nepokojů v Miami, které následovaly po zproštění viny čtyř bílých policistů za smrt Arthura McDuffieho. "Nemohla jsem odejít z kanceláře a fotografovat, celou noc zvonil telefon," řekla. "Oslovila jsem J. Scotta Applewhitea, tehdy nezávislého pracovníka, který šel fotografovat pro AP." Místo toho fotografovala snímky jeho následků. Její obraz sklíčeného muže procházejícího zničenými budovami se stal určujícím obrazem nepokojů.
V polovině 80. let se Willensová vydala do Salvadoru a fotografovala tamní občanskou válku. Zabývala se také nikaragujskou komunitou v USA a aférou Írán-Contra.
Willensová pokrývala prezidentskou kampaň Ronalda Reagana v roce 1980 a prezidentské úsilí George H. W. Bushe v roce 1988. Vyfotografovala Bushe den po volebním rybaření v Maine. Stal se definitivním snímkem G. Bushe.
V roce 1993 Willensová přešla do kanceláře AP v New Yorku. V roce 1993 byla poslána do Somálska, aby informovala o tamní občanské válce. Byl to nebezpečný úkol. 12. července, tři týdny poté, co se Willensová vrátila do USA, fotograf AP Hansi Kraus a tři další – fotograf agentury Reuters Dan Eldon, zvukař Anthony Macharia a fotograf Hosea Maina – byli zabiti davem v Mogadišu. Willensová nahradila Krause. Jeho smrt ji těžce zasáhla a rozhodla se zůstat v USA, aby mohla fotografovat více zpráv a sportu.
Willensová se proslavila především sportovní fotografií. Po většinu své kariéry byla jedinou ženou fotoreportérkou na hřišti. Pokryla 11 Super Bowls, šest olympijských her a četné playoff a mistrovské zápasy pro National Basketball Association, Major League Baseball a další sporty. Začala se věnovat sportu v Miami News, protože její tehdejší přítel byl sportovní reportér a dával jí tipy na zprávy. Studovala práci kolegy z Miami AP, fotoreportéra Phillipa K. Sandlina, aby zjistila, co představuje dobrý snímek a jak snímky upravovat.
"Pro mě," řekla později, "sport má schopnost zachytit tyto momenty extrémních emocí. Radost z toho, je to pořád přímo před vámi. Je to tak všudypřítomné a zhuštěné do krátkého časového úseku.

## Ceny, výstavy a výuka
Willensová získala řadu ocenění. Získala cenu Associated Press Managing Editors Award za Reportorial Excellence a byla několikrát oceněna Národní baseballovou síní slávy a muzeem a profesionální fotbalovou síní slávy v jejich každoročních fotografických soutěžích. Když odešla do důchodu, New York Press Photographers Association jí udělila cenu Louise Liotty za celoživotní dílo.
Významné příběhy a události byly pro Willensovou tím nejatraktivnějším, co dokumentovala svými fotografiemi. Zvláště ji přitahoval hurikán Andrew a bída kubánských a haitských přistěhovalců. Její fotografie imigrantů byly vystaveny v Historickém muzeu jižní Floridy v roce 2004. Osm měsíců také pracovala na sérii snímků matek ve vězení ve státě New York. V roce 2021 zahájila projekt dokumentární fotografie o studentech střední školy pro výchovně znevýhodněné děti, ale nikdy jej nedokončila.
Willensová byla několik let mimořádnou profesorkou fotožurnalistiky na New York University.

## Styl
Kromě fotoreportéra Phillipa K. Sandlina, Willensovou významně ovlivnily válečná fotografka Susan Meiselasová, portrétistka Annie Leibovitzová a pouliční fotografka Helen Levittová.
Willensová přiznala, že když nasnímala asi 250 fotografií, asi jen čtyři nebo pět odpovídalo jejím měřítkům na kvalitní záběr. Mezi fotoreportéry a zpravodajskými redaktory si však vydobyla reputaci za to, že důsledně přicházela s definujícím obrazem lidí a událostí, o kterých se informovala.

## Důchod a smrt
Willensová odešla do důchodu v roce 2021. Profesionální baseballový tým New York Yankees ji ocenil během předzápasového ceremoniálu, při kterém jí manažer Aaron Boone daroval zarámovaný tisk podepsaný nadhazovačem Davidem Conem. Willensová pořídila fotografii Conea slavícího poté, co v roce 1999 odehrál vydařenou hru.
Krátce po jejím odchodu do důchodu byla Willensové diagnostikována rakovina vaječníků. Zemřela na nemoc ve svém domě v Brooklynu 16. července 2024 ve věku 74 let. Yankees uctili Willensováe okamžikem ticha před jejich zápasem 20. července.